# Rolling Hills Estates (Kalifornija)
Rolling Hills Estates je grad u američkoj saveznoj državi Kalifornija. Prema popisu stanovništva iz 2010. u njemu je živjelo 8.067 stanovnika.